# Herald on Sunday
Der Herald on Sunday ist eine überregionale Sonntagszeitung in Neuseeland. Sein Einzugsgebiet liegt im Großraum Auckland und der gesamten Nordinsel von Neuseeland. Die Zeitung hat ihren Sitz in Auckland.

## Die Zeitung
Der Herald on Sunday wurde im Oktober 2004 erstmals herausgeben, erscheint nur sonntags und hatte 2014 eine durchschnittliche Leserschaft von 319.000 Lesern. Das Blatt hat eine eigene Redaktion mit Chefredakteur, wird aber von dem Management des New Zealand Herald geführt.
Der Zeitung werden jeder Ausgabe das Magazin Living (Lifestyle und Reisen) und Homes (Anzeigen der verschiedenen Immobilienfirmen) beigelegt.

## Konzernzugehörigkeit
Der Herald on Sunday gehört zur Tageszeitung New Zealand Herald und befindet sich damit im Besitz der neuseeländischen NZME. Publishing Limited, die im Januar 2015 durch Umbenennung aus der APN Holdings NZ Limited hervorgegangen ist. Die NZME. Publishing Limited gehört über ein paar Firmenverknüpfungen der australische APN News & Media Limited (APN), die wiederum Teil des irischen Medienkonzern Independent News & Media ist.